# Municipio de New Hartford
El municipio de New Hartford (en inglés: New Hartford Township) es un municipio ubicado en el condado de Winona en el estado estadounidense de Minnesota. En el año 2010 tenía una población de 890 habitantes y una densidad poblacional de 9,77 personas por km².

## Geografía
El municipio de New Hartford se encuentra ubicado en las coordenadas 43°53′13″N 91°24′53″O / 43.88694, -91.41472. Según la Oficina del Censo de los Estados Unidos, el municipio tiene una superficie total de 91.14 km², de la cual 90,94 km² corresponden a tierra firme y (0,22 %) 0,2 km² es agua.

## Demografía
Según el censo de 2010, había 890 personas residiendo en el municipio de New Hartford. La densidad de población era de 9,77 hab./km². De los 890 habitantes, el municipio de New Hartford estaba compuesto por el 94,04 % blancos, el 1,8 % eran afroamericanos, el 0,45 % eran amerindios, el 1,35 % eran asiáticos, el 1,57 % eran de otras razas y el 0,79 % eran de una mezcla de razas. Del total de la población el 2,7 % eran hispanos o latinos de cualquier raza.